# Пхарчхой
Пхарчхой (чечен. Пхьарчхой) — один из многочисленных чеченских тайпов, согласно традиционному делению входит в тукхум овхой. Тайп состоит из следующих некъе: Ханкьи, Дейги, Салман, ГӀаке, ЗӀоки, Минги, ЧIирой. Родовое село тайпа Пхарчхошка (Ленинаул).

## Название
Мамакаев в своей работе приводит «Пхьарчахой» и «Пхьарчой» в составе ауховцев, также В. Б. Виноградов название тайпа написал как Пхьарчой. У Натаева Сайпудина, находим: «Пхьарчхой», «Пхьарчой», «Пхьахарчой». Однако, краевед А. С. Сулейманов, указывает только один тайп «Пхьарчхой» в составе ауховцев.
Документальный материал и полевые изыскания показывают, что наиболее известными среди ауховцев мастерами были представители тайпа пхьарчхой, в частности из предгорных селений Ширча-Юрт и Пхьарчхошка.
Кандидат исторических наук А. А. Адилсултанов, сообщает, что название крупного ауховского тайпа пхьарчхой переводится самими ауховцами как «пхьар» — мастер/, и конкретно подразумевается как «мастера по изготовлению панцирей, кольчуг, стрел», чеченский исследователь-краевед, педагог и народный поэт А. С. Сулейманов описывает название тайпа следующим образом от чечен. пхар-чхой — лучники, стрелки, от пха (чечен. пхьа) — стрела, лук.
Кандидат исторических наук Айна Исмаилова, сообщает, о том что по мнению И. Насырхаева, от названия стрелы — «пхьа» — произошло название ауховского общества «пхьар чхой» («пхьа болу нах» — «стрелы имеющие люди», то есть «пхьарчхой»). Российский историк В. Б. Виноградов также придерживался версии, по которой пхарчхой (у него пхьарчой) переводится как «стрелки-лучники».
Русский офицер А. М. Буцковский /1812 г./ писал о том, что ауховцы, проживающие в верховьях рек Акташа и Ярыксу изготавливали холодное и огнестрельное оружия.

## История

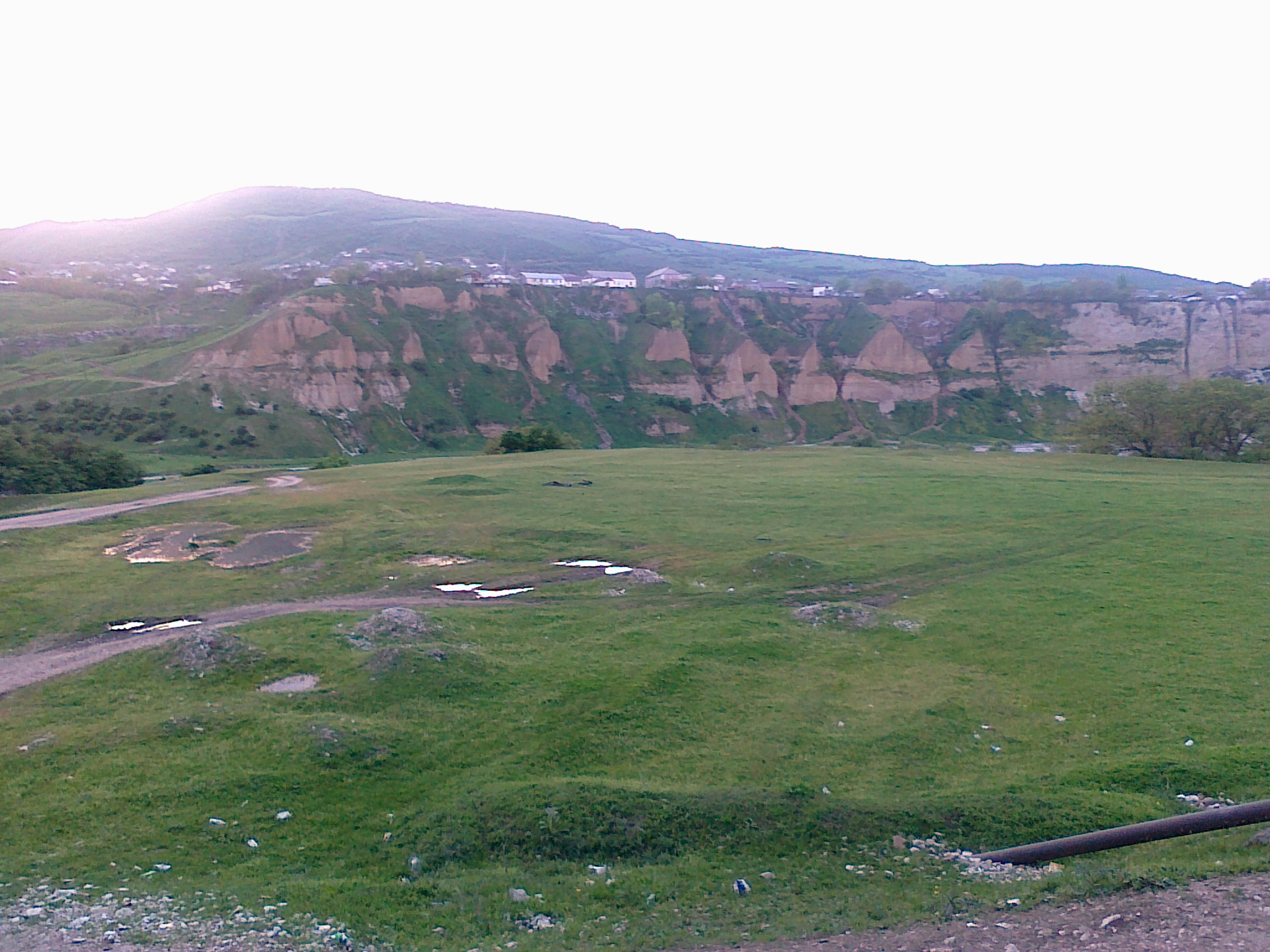
Село Пхарчхошка

Чеченский исследователь-краевед, педагог и народный поэт А. С. Сулейманов утверждал, что, согласно полевым материалам, наряду с селением Ширча-Эвла, родовой аул тайпа с. Пхьарчхошка является древнейшим поселением ауховцев. В результате роста населения именно отсюда ауховцы расселились в район рек Сулака (чеч. Гӏой-хи), Терека и вплоть до берега Каспийского моря.
Утверждается, что ранее пхарчхой проживали в с. Ширча-Эвла, но позже по соседству основали ещё один аул, Пхарчхошка. По версии ряда исследователей, уже в конце XIV века в короткие сроки чеченцами воссоздаются родовой аул тайпа Пхарчхошка и соседний Ширча-Эвла.

### XVI век
Изгнанный из шамхальства Султан-Магмут получил поддержку части населения Ширча-Аух и Пхьарчхошка-Аух во главе с пхарчхойским вожаком Маадием. После поселения Султан-Магмута в Чир-Юрте и выделении ему земель, по правому берегу Сулака, Маадий со своими людьми участвовал в съездах кумыкских феодалов, помогал Султан-Магмуту в проведении переговоров с братьями и другими дагестанскими, владельцами. Спустя некоторое время, Султан-Магмуту удается утвердиться в Чир-Юрте, после чего многократно предпринимает попытки поселиться в Эндери, под предлогом приглашения его жителями данного села, однако каждый раз изгонялся ауховцами, он располагал землями на правой стороне реки Сулак, на левый берег переходить ему запрещалось.
До начала XVII века в источниках практически нет сведений о чанке Султан-Магмуте и Эндери, что можно объяснить только незначительной ролью "чанки в северокавказских делах.
Согласно русским источникам в конце XVI века Султан-Магмут предпринимал попытки перенести свою резиденцию в Эндери. В обращении 1588 года предводитель ауховцев Ших Окоцкий сообщает о времени до постройки городка Терков на реке Тюменке: «Индили словет город и с теми 7 городов взяли есми»; то же самое название «Индили» приводится и в посольской документации 1587—1588 гада. Можно предположить, что название «Инди-ли» первоначально было заимствовано русскими представителями на Тереке от ауховцев в виде «Индри», и только после стало применяться название «Ондреево» или «Андрееве». До разгрома царских войск в 1604 году в Дагестане, как сообщает «Гюлистан-Ирам», Султан-Магмут жил в Чир-Юрте и не имел никакого отношения к Эндери, но после ему удалось перебраться в Эндери.
Кумыкские князья из селения Эндирей (Индри) за убийство вожака тайпа пхарчхой по имени Маадия в качестве прощения заплатили 120 лошадьми, полностью снабженными боевым вооружением и покрытыми дорогими тканями.

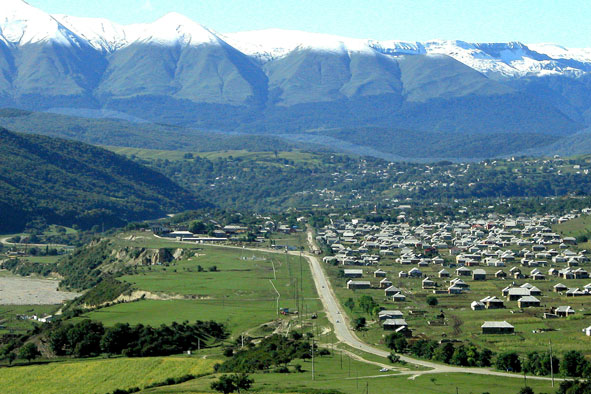
Родовое село тайпа с. Пхарчхошка (Ленинаул)

### 1944—2017
Во время депортации чеченцев в 1944 году представители тайпа пхарчхой (чечен. пхьарчхой) также были высланы в Среднюю Азию, а после постепенного возвращения на родину пхарчхойцам запрещалось селится в родовом селе. Спустя некоторое время пхарчхойцы начали выкупать свои дома у аварцев. Из-за чего, в селе нередко происходят конфликты, между пришлыми аварцами и коренными жителями чеченцами.
25 июня 2017 года в родовом селе тайпа пхарчхой Пхарчхошка-Аух произошел крупный конфликт между группами аварцев и чеченцев. 27 июня Совет старейшин чеченцев Дагестана потребовал от властей Республики Дагестан разобраться в конфликте в селе Пхарчхошка (Ленинаул). 7 июля чеченцы штурмовали селение со стороны Хасавюрта. Для разрешения конфликта в Ленинаул прибыл спикер парламента Чечни Магомед Даудов.